# The Dartells
The Dartells war eine US-amerikanische Rhythm-and-Blues- und Twist-Band, die den Mashed Potatoes-Stil von Dee Dee Sharp übernahm.

## Geschichte
Die Gruppe wurde 1962 gegründet und veröffentlichte im Jahr 1962 eine einzige Single mit dem Titel Hot Pastrami. Sie erreichte 1963 damit Platz 11 auf der US-Pop und Platz 15 auf der R&B-Charts. Nachfolgende Singles waren nicht sehr erfolgreich; Dance Everybody Dance erreichte Platz 99, und die dritte Single, eine Coverversion der Gruppe The Beau-Marks, Clap Your Hands kam nicht in die Charts.
Leadsänger Doug Phillips spielte später in den Gruppen New Concepts and Cottonwood.